# HD 80057
HD 80057，又名CD-44 5305，SAO 221010、HR 3688，是一颗恒星，视星等为6.04，位于銀經268，銀緯2.87，其B1900.0坐标为赤經9h 12m 24.2s，赤緯-44° 2.87′ 53″。